# Campylomyces tabacinus
Campylomyces tabacinus är en svampart som först beskrevs av Mordecai Cubitt Cooke, och fick sitt nu gällande namn av Nakasone 2004. Campylomyces tabacinus ingår i släktet Campylomyces och familjen Gloeophyllaceae.   Inga underarter finns listade i Catalogue of Life.